# Stefan Cohn-Vossen

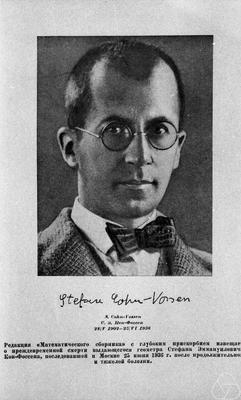
In Moskau, vermutlich 1936

Stefan Cohn-Vossen (* 28. Mai 1902 in Breslau; † 25. Juni 1936 in Moskau) war ein deutscher Mathematiker, der sich mit Geometrie beschäftigte.

## Leben und Wirken
Stefan Cohn-Vossen wurde 1924 an der Universität Breslau bei Adolf Kneser promoviert (Singuläre Punkte reeller, schlichter Kurvenscharen, deren Differentialgleichung gegeben ist). 1929 habilitierte er sich an der Universität Göttingen bei Richard Courant. Er ließ sich 1930 an die Universität zu Köln umhabilitieren und lehrte dort als Privatdozent. Der Pädagoge Ludwig Cohn (Pädagoge) war sein Cousin.
Bereits am 2. Mai 1933 wurde er durch die Nationalsozialisten aufgrund des Gesetzes zur Wiederherstellung des Berufsbeamtentums als Jude beurlaubt und im September dann seines Amtes enthoben. Schon vorher ging er zunächst als Dozent an ein Gymnasium nach Locarno in der Schweiz. 1934 war er Studienrat in Zürich. Im selben Jahr ging er in die Sowjetunion, wo er 1935 Professor an der Universität Leningrad sowie Mitarbeiter am Steklow-Institut für Mathematik der sowjetischen Akademie der Wissenschaften und 1936 nach der Verlegung des Instituts in Moskau wurde. Er starb an Lungenentzündung. Seine Witwe, die Ärztin Elfriede geb. Ranft, war von 1938 bis zu ihrem Tod 1957 mit Alfred Kurella verheiratet. Cohn-Vossens Sohn war der Regisseur und Drehbuchautor Richard Cohn-Vossen.
Cohn-Vossen befasste sich in Anschluss an Wilhelm Blaschke z. B. mit Starrheitseigenschaften von Flächen, später vor allem mit Differentialgeometrie „im Großen“. Unter anderem bewies er den Satz von Cohn-Vossen. 1932 erschien sein bekanntes, auf allgemeinverständlichem Niveau gehaltenes Buch mit David Hilbert Anschauliche Geometrie, das nach wie vor als eines der besten einführenden Geometrie-Bücher gilt.

## Nachträgliche Würdigung
2014 wurde am Mathematischen Institut der Universität zu Köln ein neu eingerichteter Hörsaal nach ihm benannt und am 7. November mit einem Erinnerungskolloquium in Anwesenheit seines Sohnes Richard eingeweiht.

## Schriften
- mit Hilbert: Anschauliche Geometrie. Springer 1932, 1996.
- Singularitäten konvexer Flächen. Mathematische Annalen Bd. 97, Nr. 1, 1927, S. 377–386.
- Die parabolische Kurve, Mathematische Annalen, Bd. 99, Nr. 1, 1928, S. 273–308.
- Unstarre geschlossene Flächen. Mathematische Annalen Bd. 102, Nr. 1, 1930, S. 10–29.
- Kürzeste Wege und Totalkrümmung auf Flächen, Compositio Mathematica, Bd. 2, 1935, S. 69–133.
- Existenz kürzester Wege. Compositio Mathematica, Bd. 3, 1936, S. 441–452.
- Die Kollineationen des n-dimensionalen Raumes, Mathematische Annalen, Bd. 115, Nr. 1, 1938, S. 80–86.